# Stilbocarpa polaris
Stilbocarpa polaris là một loài thực vật có hoa trong Họ Cuồng. Loài này được (Hombr. & Jacq.) A.Gray miêu tả khoa học đầu tiên năm 1854.